# Night of the Demon (Demon)
| Recensione   | Giudizio        |
| ------------ | --------------- |
| AllMusic     | [ 1 ]           |
| Sputnikmusic | 4.2 (Excellent) |

Night of the Demon è il primo album discografico del gruppo di Heavy Metal britannico dei Demon, pubblicato dall'etichetta discografica Carrere Records nel 1981.

## Tracce

### LP
Lato A (CAL 126 A-1)
Testi e musiche di Dave Hill e Mal Spooner.
1. Full Moon – 1:33
2. Night of the Demon – 3:16
3. Into the Nightmare – 3:58
4. Father of Time – 4:09
5. Decisions – 3:40

Lato B (CAL 126 B-1)
Testi e musiche di Dave Hill e Mal Spooner.
1. Liar – 3:13
2. Big Love – 4:14
3. Ride the Wind – 2:48
4. Fool to Play the Hard Way – 4:01
5. One Helluva Night – 3:55

### CD
Edizione CD del 2002, pubblicato dalla Spaced Out Music Records (SPMCD002)
Testi e musiche di Dave Hill e Mal Spooner.
1. Full Moon – 1:34
2. Night of the Demon – 3:18
3. Into the Nightmare – 3:58
4. Father of Time – 4:10
5. Decisions – 3:41
6. Liar – 3:14
7. Big Love – 4:15
8. Ride the Wind – 2:50
9. Fool to Play the Hard Way – 4:02
10. One Helluva Night – 3:56
11. Wild Woman – 1:52 – Traccia bonus
12. On the Road Again – 3:06 – Traccia bonus
13. Liar (Original recording) (Prima registrazione del 1980) – 3:27 – Traccia bonus
14. Night of the Demon (Remix) – 3:22 – Traccia bonus

## Formazione
- Dave Hill - voce
- Malcolm Spooner - chitarra ritmica
- Les Hunt - chitarra solista, basso
- John (Crow) Wright - batteria
- Clive (Legendary Lonnie) Cook - effetti vocali (voci strane dall'inferno)

Note aggiuntive
- Demon - produttore
- Registrazioni effettuate al Cargo Studios di Rochdale, Lancashire, 1981
- John Brierly - ingegnere delle registrazioni
- Mixato al Ramport Studios di Londra (Inghilterra)
- Pete Hinton - ingegnere del mixaggio[4]